# János Tóth
János Tóth (ur. 15 kwietnia 1978 w Nyíregyházu) – węgierski lekkoatleta, chodziarz.
29. zawodnik pucharu świata w chodzie na 20 kilometrów (2002).
Rok później w pucharze Europy w chodzie był 11. na dystansie 50 kilometrów.
Podczas igrzysk olimpijskich w Atenach (2004) zajął 41. miejsce (ostatnie wśród zawodników, którzy ukończyli chód) w chodzie na 50 kilometrów z czasem 4:29:33. 
Medalista mistrzostw Węgier na różnych dystansach (w tym złoto na 50 kilometrów w 2005).

## Rekordy życiowe
- Chód na 50 kilometrów – 3:59:24 (2003)